# Edward Thomas
Edward Philip Thomas (ur. 3 marca 1878 w Londynie, zm. 9 kwietnia 1917 w Arras) – angielski poeta i prozaik.
Ukończył studia na Uniwersytecie Oksfordzkim, przez większość życia pracował jako eseista i dziennikarz. W 1913 r. poznał Roberta Frosta, który zachęcił go do tworzenia poezji. Zginął podczas I wojny światowej, większość jego wierszy wydano pośmiertnie.
Był autorem nastrojowej liryki krajobrazowej (m.in tom Collected Poems wydany w 1920), oraz studiów nad literatura angielską. Tworzył także prace o kulturze regionalnej Walii i Anglii, w tym zbiory szkiców Beautiful Wales (1905) i The South Country (1909).